# Siverić
Siverić (in passato italianizzato in Siverich) è una frazione della città croata di Dernis.